# Pierrette Alarie
Pierrette Alarie (Mont-real, Quebec, 9 de novembre de 1921 - Victoria, Colúmbia Britànica, 10 de juliol de 2011) fou una soprano de coloratura francocanadenca. Va estar casada amb el tenor francocanadenc Léopold Simoneau.

## Biografia
Alarie fou filla d’un mestre de cor, ajudant de direcció de la Société Canadienne d’opérettes i d’una soprano i actriu. Va estudiar cant i interpretació precoçment i va actuar a la ràdio des dels 9 anys, al començament com a actriu i més tard com a cantant de música popular. Quan encara estudiava cant amb Victor Issaurel, va debutar el 1938 a Les Variétés lyriques amb l’opereta The White Horse Inn de Ralph Benatzky i Robert Stolz. També va cantar el paper de Marie de La fille du régiment de Gaetano Donizetti i el paper principal de Mireille de Charles Gounod. Amb una beca, va anar al Curtis Institute of Music de Filadèlfia per a completar els seus estudis, amb Elisabeth Schumann.
Alarie va guanyar les audicions Metropolitan Opera Auditions of the Air i va debutar al Metropolitan Opera el (MET) de Nova York el 8 de desembre de 1945, en el paper d'Oscar de Un ballo in maschera de Giuseppe Verdi, sota la direcció de Bruno Walter. Va passar tres temporades al MET cantant, a més, els papers d'Olympia de Les contes d'Hoffmann de Jacques Offenbach, de Blondchen de Die Entführung aus dem Serail, de Wolfgang Amadeus Mozart i de Xènia de Borís Godunov de Modest Mússorgski. En total hi va participar en 26 esdeveniments, inclosos els concerts de gala.
Es va casar amb el tenor francocanadenc Léopold Simoneau el 1946. S’havien conegut a Mont-real a principis dels anys quaranta. La parella va marxar a França el 1949, debutant a l'Opéra-Comique de París. Ella va cantar el paper principal d'òperes com ara Les pêcheurs de perles de Georges Bizet, Lakmé de Léo Delibes, Il barbiere di Siviglia de Gioachino Rossini, Lucia di Lammermoor de Donizetti i Rigoletto de Verdi. Fent equip, Alarie i Simoneau van guanyar fama a Europa i van ser convidats a tots els festivals més importants, Ais de Provença, Salzburg, Glyndebourne, Edimburg, així com a grans teatres d'òpera com ara Viena i Múnic.
Alarie també va tenir una important carrera al Estatus Units d'Amèrica, apareixent en escenaris d'òpera i recitals a San Francisco, Filadèlfia, Nova York i Nova Orleans, entre altres ciutats. Gérard Caron va ser el pianista acompanyant d'Alaire i Simoneau en els seus recitals als Estats Units i al Canadà. Al Canadà, Alarie va actuar amb freqüència a la televisió, Radio-Canada i CBC. També va actuar regularment a la Canadian Opera Company de Toronto i a la Vancouver Opera. Alarie va fer la seva última actuació a El Messies de Georg Friedrich Händel amb el seu marit a Mont-real, el 24 de novembre de 1970.
Després de retirar-se del cant, Alarie es va dedicar a l'ensenyament del cant primer a l’Escola Vincent d’Indy de Mont-real i més tard al Banff Centre (Banff, Alberta). Va fundar amb el seu marit el Canada Opera Piccola a Victoria, Colúmbia Britànica, el 1982.

## Honors
El 1959 va rebre el premi Calixa-Lavallée. El 1967 va ser nomenada Oficial de l'Orde del Canadà i va ser ascendida a Companoin el 1995. El 1997 va ser nomenada Cavallera de l’Orde Nacional del Quebec. El 2003 va rebre un Premi del Governador General de les Arts Escèniques per la seva contribució artística al llarg de la seva vida.

## Vida personal
Pierrette Alarie i Léopold Simoneau van tenir dues filles, Isabelle i Chantal. Simoneau va morir el 2006. Alarie va morir a Victoria, Colúmbia Britànica, el 10 de juliol de 2011, a l'edat de 89 anys, per causes naturals.